# Họ Cá chìa vôi
Họ Cá chìa vôi, danh pháp Syngnathidae có nguồn gốc từ tiếng Hy Lạp, nghĩa là "quai hàm hợp lại" - syn nghĩa là hợp lại, cùng nhau, và gnathus nghĩa là quai hàm. Đặc điểm quai hàm hợp lại là phổ biến trong toàn bộ họ này. Họ này được xếp trong bộ Syngnathiformes.
Trong tiếng Việt, tên chìa vôi của loài cá này do ngư dân dùng để gọi dựa trên cảm quan về hình dáng chủ yếu là dựa vào cái miệng dài như cái chìa vôi, một dụng cụ quệt vôi ăn trầu.

## Miêu tả và sinh học
Các loài trong họ cá chìa vôi chủ yếu sinh sống trong các vùng biển ôn đới và nhiệt đới trên khắp thế giới. Phần lớn các loài sinh sống tại các vùng nước nông ven bờ, nhưng có một vài loài sống ngoài biển khơi, đặc biệt tại khu vực gắn liền với các thảm tảo mơ (Sargassum). Các đặc điểm cơ bản của chúng là mõm thuôn dài, các quai hàm hợp lại, không có vây chậu, các tấm xương dày dạng giáp che phủ phần đầu. Lớp giáp tạo ra cho chúng một cơ thể cứng, sao cho chúng phải bơi bằng cách xòe rộng các vây của mình. Kết quả là chúng bơi khá chậm chạp so với các loài cá khác, nhưng có khả năng kiểm soát chuyển động của mình với độ chính xác cao, bao gồm cả lơ lửng tại chỗ trong suốt một thời gian dài.
Điểm độc đáo ở các loài cá này là sau khi cá cái đẻ trứng thì cá đực thụ tinh cho các quả trứng và mang chúng trong suốt thời kỳ ấp trứng. Có một vài phương pháp để chúng làm điều này. Cá ngựa đực có một túi chuyên biệt hóa ở bụng để chứa trứng, hải long đực thì gắn trứng vào đuôi còn cá chìa vôi đực thì tùy theo loài mà có các cách đựng trứng theo kiểu này hay kiểu khác.

## Phân loại
Trong ấn bản lần 5 của Fishes of the World năm 2016, họ này bao gồm 2 phân họ là Syngnathinae và Hippocampinae. Tuy nhiên, nghiên cứu phát sinh chủng loài năm 2017 của Hamilton et al. (2017) cho rằng Hippocampinae (gồm Hippocampus và có thể mở rộng để bao gồm cả Acentronura, Amphelikturus, Idiotropiscis và chi tuyệt chủng Hippotropiscis) lồng sâu trong Syngnathinae và họ chia các chi còn loài sinh tồn thành 2 phân họ Nerophinae và Syngnathinae như sau.
Họ này chứa khoảng 308 loài trong 58 chi, phân chia trong 2 phân họ Nerophinae và Syngnathinae như sau:
- Phân họ Nerophinae: Nhóm ấp trứng bằng phần thân. 52 loài trong 10 chi. 
  - Choeroichthys Kaup, 1856: 7 loài.
  - Doryrhamphus Kaup, 1856: 9 loài.
  - Dunckerocampus Whitley, 1933: 7 loài.
  - Entelurus Duméril, 1870: 1 loài (Entelurus aequoreus).
  - Heraldia Paxton, 1975: 1 loài (Heraldia nocturna).
  - Leptoichthys Kaup, 1853: 1 loài (Leptoichthys fistularius).
  - Maroubra Whitley, 1948: 2 loài.
  - Microphis Kaup, 1853: 19 loài.
  - Nerophis Rafinesque, 1810: 2 loài.
  - Oostethus Hubbs, 1929 (có thể gộp trong Nerophis): 2 loài.
- Phân họ Syngnathinae: Nhóm ấp trứng bằng phần đuôi. 256 loài trong 48 chi.
  - Acentronura Kaup, 1953: 3 loài.
  - Amphelikturus Parr, 1930: 1 loài (Amphelikturus dendriticus)
  - Anarchopterus Hubbs, 1935: 2 loài.
  - Apterygocampus Weber, 1993: 1 loài (Apterygocampus epinnulatus).
  - Bhanotia Hora, 1926: 3 loài.
  - Bryx Herald, 1940: 4 loài.
  - Bulbonaricus Herald, 1953: 3 loài.
  - Campichthys Whitley, 1931: 4 loài.
  - Corythoichthys Kaup, 1853: 12 loài.
  - Cosmocampus Dawson, 1979: 15 loài.
  - Cylix Short & Trnski, 2021:[9] 1 loài (Cylix tupareomanaia).
  - Doryichthys Kaup, 1953: 5 loài.
  - Enneacampus Dawson, 1981: 2 loài.
  - Festucalex Whitley, 1991: 8 loài.
  - Filicampus Whitley, 1948: 1 loài (Filicampus tigris).
  - Halicampus Kaup, 1856: 12 loài.
  - Haliichthys Gray, 1859: 1 loài (Haliichthys taeniophorus).
  - Hippichthys Bleeker, 1849: 6 loài.
  - Hippocampus Rafinesque, 1810: 58 loài cá ngựa.
  - Histiogamphelus McCulloch, 1914: 2 loài.
  - Hypselognathus Whitley, 1948: 2 loài.
  - Ichthyocampus Kaup, 1853: 2 loài.
  - Idiotropiscis Whitley, 1947: 3 loài.
  - Kaupus Whitley, 1971: 1 loài (Kaupus costatus)
  - Kimblaeus Dawson, 1980: 1 loài (Kimblaeus bassensis).
  - Kyonemichthys Gomon, 2007: 1 loài (Kyonemichthys rumengani).
  - Leptonotus Kaup, 1853: 3 loài.
  - Lissocampus Waite & Hale, 1921: 5 loài.
  - Micrognathus Duncker, 1912: 8 loài.
  - Minyichthys Herald & Randall, 1972: 4 loài.
  - Mitotichthys Whitley, 1948: 4 loài.
  - Nannocampus Günther, 1877: 5 loài.
  - Notiocampus Dawson, 1979: 1 loài (Notiocampus ruber).
  - Penetopteryx Lunel, 1881: 2 loài.
  - Phoxocampus Dawson, 1977: 3 loài.
  - Phycodurus Gill, 1896: 1 loài (Phycodurus eques) - Hải long lá.
  - Phyllopteryx Swainson, 1839[10]: 2 loài hải long cỏ.
  - Pseudophallus Herald, 1940: 3 loài.
  - Pugnaso Whitley, 1948: 1 loài (Pugnaso curtirostris).
  - Siokunichthys Herald, 1953: 6 loài.
  - Solegnathus Swainson, 1839: 5 loài.
  - Stigmatopora Kaup, 1853: 5 loài.
  - Stipecampus Whitley, 1948: 1 loài (Stipecampus cristatus).
  - Syngnathoides Bleeker, 1851: 1 loài (Syngnathoides biaculeatus).
  - Syngnathus Linnaeus, 1758: 33 loài.
  - Trachyrhamphus Kaup, 1853: 3 loài.
  - Urocampus Günther, 1870: 2 loài.
  - Vanacampus Whitley, 1951: 4 loài.

## Hình ảnh

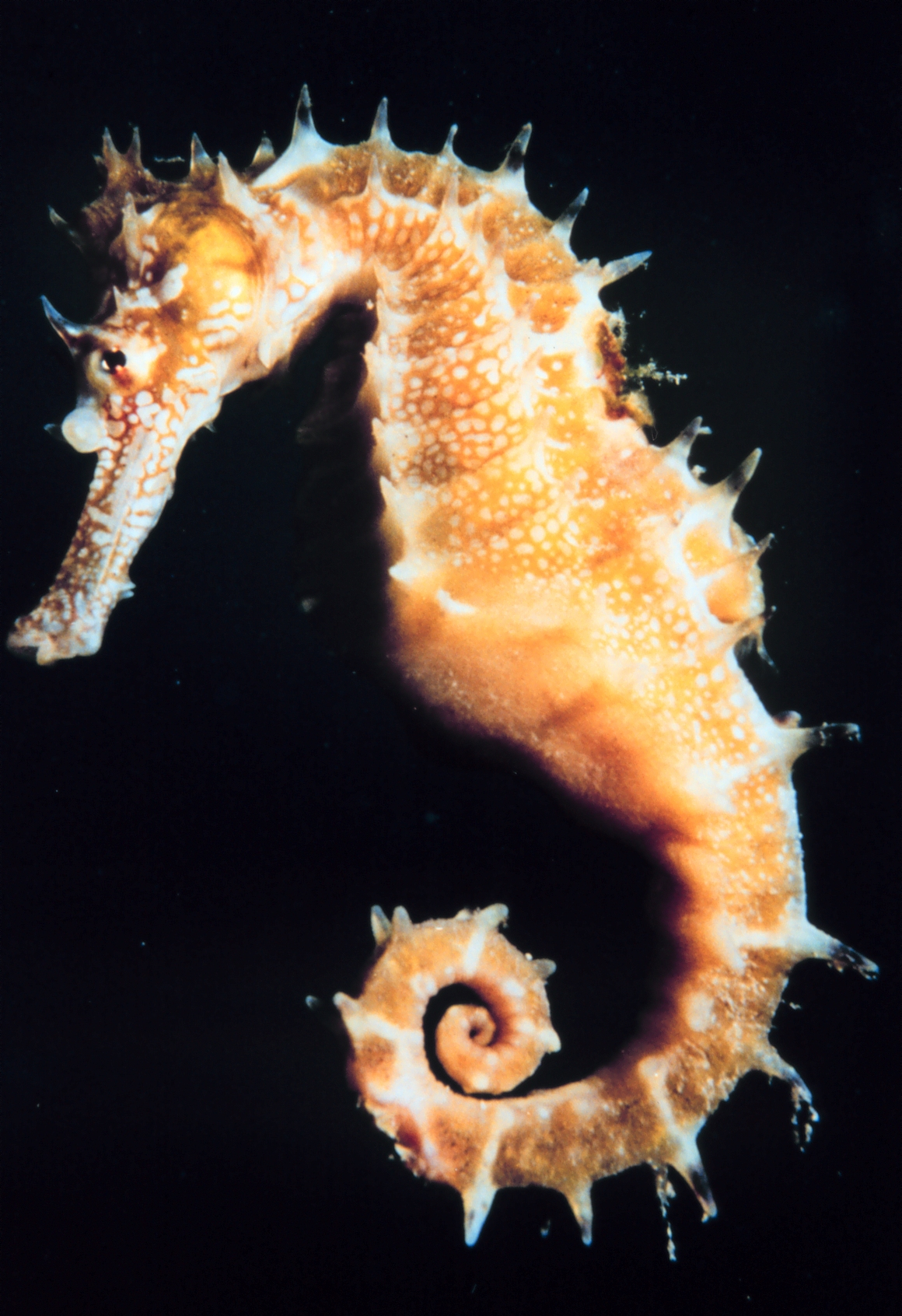
Cá ngựa
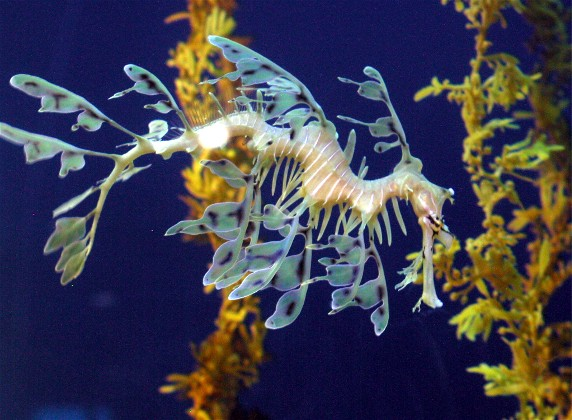
Hải long lá
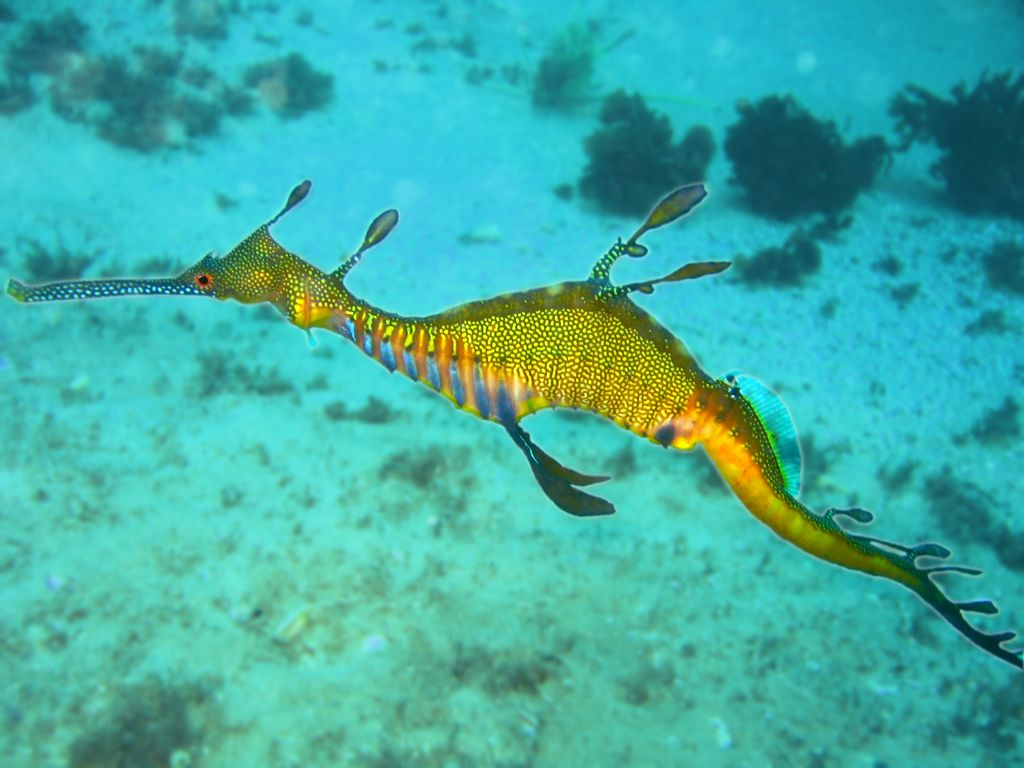
Hải long cỏ
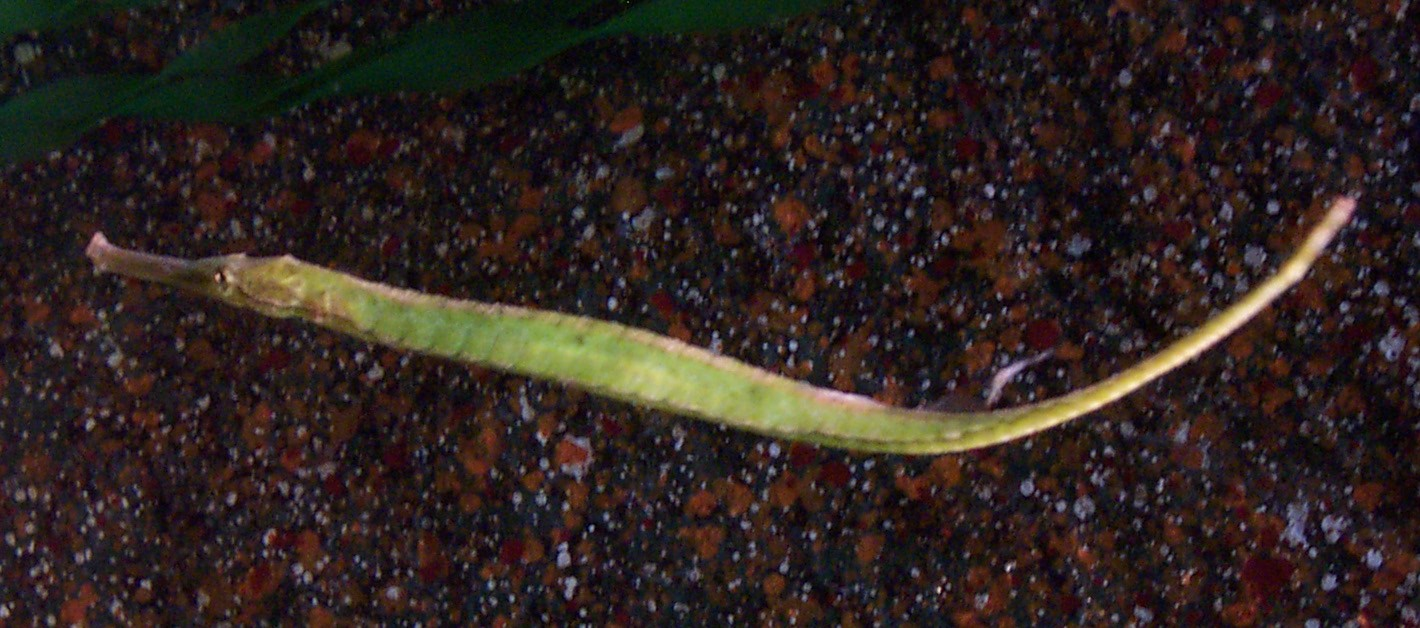
Cá chìa vôi mắt đơn (Corythoichthys ocellatus)